# タタウイヌ県
タタウイヌ県（タタウイヌけん、アラビア語：ولاية تطاوين、英語：Tataouine Governorate） は、チュニジアの県である。チュニジアの南に位置し、アルジェリアとリビアとの国境を接する。人口は144,000人（2004年）、面積は38,339km2。県都はタタウイヌである。